# Empresa Brasileira de Pesquisa Agropecuária

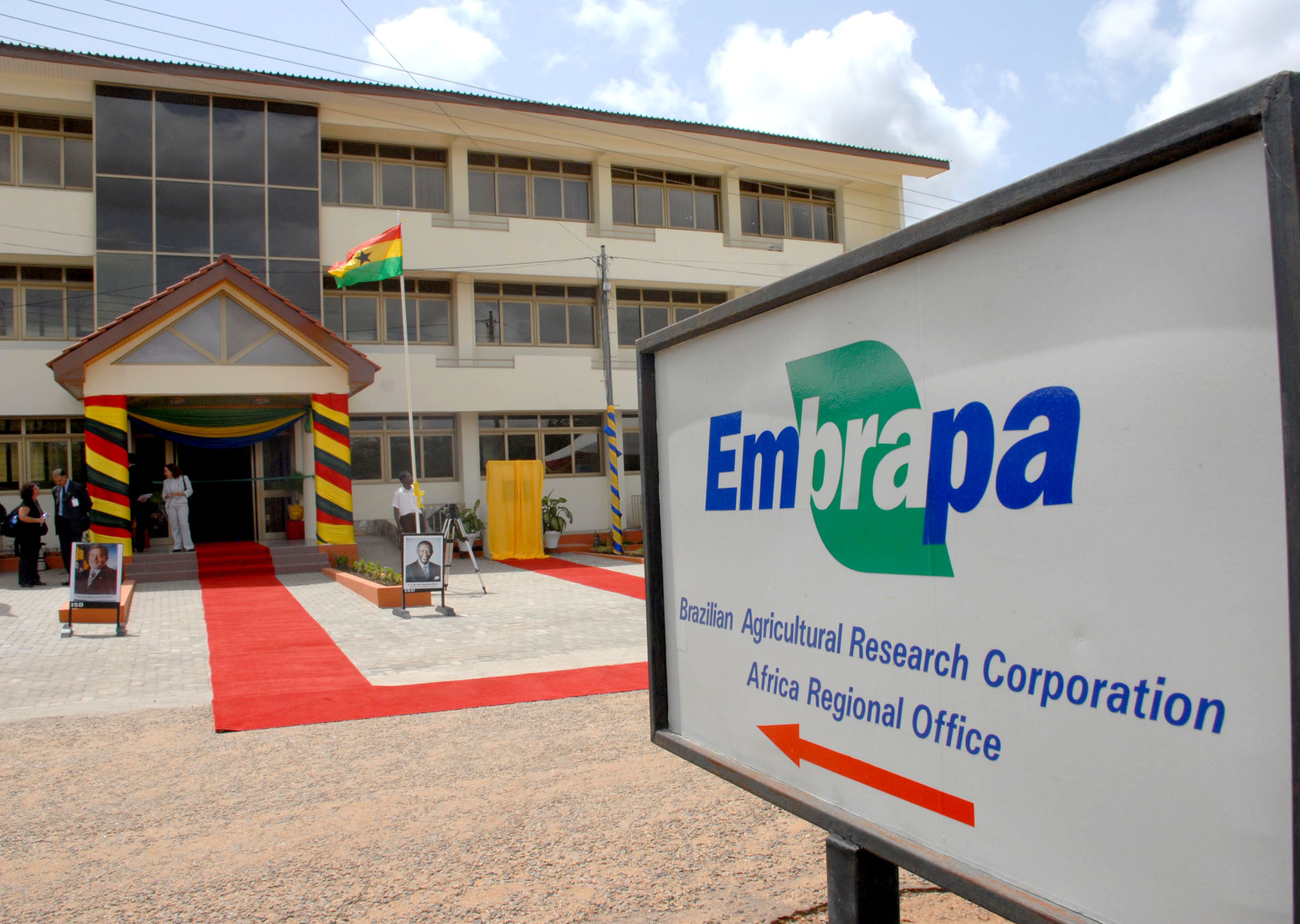
Embrapa gana

L'Empresa Brasileira de Pesquisa Agropecuária, in sigla EMPRABA, è un'istituzione statale federale brasiliana collegata al Ministero dell'Agricoltura del Brasile, fondata il 26 aprile 1973, i cui obiettivi sono lo sviluppo di tecnologie, conoscenze e informazioni tecniche e scientifiche per l'agricoltura e l'allevamento brasiliani.
La sua missione è creare soluzioni di ricerca, sviluppo e innovazione per la sostenibilità dell'agricoltura a beneficio della società brasiliana.
Opera con un sistema composto da 41 Centri di Ricerca, cinque Unità di Servizio e 17 Unità Centrali, essendo presente in quasi tutti gli Stati della Federazione, con 9.790 dipendenti, di cui 2.444 ricercatori.
Mantiene laboratori per sviluppare studi tecnologici all'avanguardia negli Stati Uniti, in Francia, nei Paesi Bassi e un ufficio regionale in Ghana per condividere le conoscenze scientifiche e tecnologiche con il continente africano.